# Ana María Jordán
Ana María Jordán  (Lima, 1 de diciembre de 1952) es una actriz, peruana de teatro y televisión. Dentro de su roles más destacados están el rol estelar en la telenovela La Fábrica, además de las telenovelas Obsesión, Torbellino y la serie Al fondo hay sitio con el personaje de Violeta.

## Biografía
Desde niña le gusto la interpretación y participó en obras escolares. Comenzó su carrera actoral en una escuela de teatro, en donde conoció a su primer esposo, Roberto Moll, con quien trabajaría en varias puestas teatrales.
Su trabajo en el teatro siempre fueron elogiados. Ha interpretado muchas obras infantiles junto a su hija Naif Jordan y su pequeña Nieta Malu.

## Trayectoria

### Telenovelas
- La Fábrica (1972)
- Paloma (1988)
- El hombre que debe morir (1989)
- Obsesión (1996) como Carola del Busto
- Torbellino (1997) como Consuelo de Moreno
- Gabriela (1998) como Carmela
- Girasoles para Lucia (1999) como María
- Milagros (2000) como Carlota Ávalos
- Todo sobre Camila (2002) como Merojita de las Casas[3]
- Tormenta de pasiones (2004) como Sofía de López Arnao
- La Bodeguita (2011) como Angélica
- Solo una madre (2017) como Madelaine[4]
- Natalia (2017)

### Series
- Mil Oficios (2001-2004)
- El profe (2007)
- Asi es la vida (2008)
- Al fondo hay sitio (2015)[5]
- De vuelta al barrio (2017-2021)[6]
- Atrapados: Divorcio en cuarentena (2020) como Olga Vd. de Martínez

### Bio series
- Las vírgenes de la cumbia (2005-2006)
- Sabrosas
- Los Jotitas

### Unitarios
- Solamente milagros
- Amores que matan (2016)